# Liolaemus dorbignyi
Liolaemus dorbignyi este o specie de șopârle din genul Liolaemus, familia Tropiduridae, descrisă de Koslowsky 1898. Conform Catalogue of Life specia Liolaemus dorbignyi nu are subspecii cunoscute.